# Kostel svatého Mikuláše (Mikulášovice)
Kostel svatého Mikuláše (německy St.-Nikolaus-Kirche) je římskokatolický farní kostel v historickém centru města Mikulášovice ve Šluknovském výběžku na severu Čech. Stojí uprostřed nepojmenovaného náměstí, neformálně nazývaného kostelní, při hlavní silnici spojující Dolní Poustevnu a Rumburk. První kostel zasvěcený svatému Mikuláši je v Mikulášovicích zmiňován k roku 1445. Tento první kostel byl založen zřejmě spolu s vesnicí ve druhé polovině 13. století. Novější renesanční kostel, postavený v letech 1551–1555, prošel barokizací a rozšířením mezi roky 1694–1695. Současná stavba pochází z let 1750–1751 a její slavnostní vysvěcení následovalo na sklonku roku 1751. Počínaje rokem 1958 je objekt chráněn jako kulturní památka.
Trojlodní kostel je barokní, 50 metrů dlouhý, 20 metrů široký a 18 metrů vysoký. Kostelní věž dosahuje výšky 60 metrů. Autorem stavby je lipovský stavitel Zacharias Hoffmann. Převážně pozdně barokní a rokokové zařízení pochází z druhé poloviny 18. století a bylo doplněno v průběhu 19. století. K nejcennějším částem mobiliáře patří bohatě zdobený hlavní oltář, dokončený roku 1766, s obrazem svatého Mikuláše od Johanna Lucase Krackera, několik bočních oltářů, kazatelna z roku 1758 a varhany z roku 1901, jež mají 2 166 píšťal. Rekvizice z druhé světové války přečkal pouze zvon svatá Anna odlitý roku 1921 v dílně Richarda Herolda.
Fara, přestavěná v roce 1846 po požáru města, přešla roku 2008 do vlastnictví města Mikulášovice a slouží jako bytový dům. Kolem kostela se rozprostírá roku 1872 zrušený hřbitov, na kterém se dochovala řada rokokových a klasicistních náhrobků. Autorem několika z nich je mimo jiné i drážďanský sochař Franz Pettrich.

## Historie

### Založení kostela
Podle staré pověsti projížděl kdysi dávno hustým hvozdem pohanský rytíř. V místech dnešních Mikulášovic (bývá uváděn již neexistující statek čp. 315 ve středu města) mu zkřížil cestu obrovský medvěd. Rytířův sluha, který byl křesťanem, se modlil ke svatému Mikuláši a prosil jej o pomoc. Sluhovy modlitby byly vyslyšeny a lítá šelma nechala jeho pána být. Rytíř pak dal jako poděkování za záchranu života postavit na blízkém návrší malou kapli zasvěcenou právě svatému Mikuláši. Kolem kaple vyrostla brzy malá osada uhlířů. Příběh se měl odehrát někdy v průběhu 12. století.
Přesné datování vzniku kostela však není pro nedostatek historických pramenů možné. První církevní stavba zasvěcená svatému Mikuláši stála na místě dnešního kostela pravděpodobně již ve druhé polovině 13. století, tedy v době založení Mikulášovic. Původní kostelík byl patrně dřevěný. První písemné zmínky pocházejí z let 1445 a 1446, kdy jej zmiňují urbáře zhotovené Berky z Dubé, kterým ves patřila. Starší vlastivědná literatura 19. a 20. století mylně klade první písemný záznam do roku 1346. Tato listina, známá jako Matrika míšeňského biskupství, však ve skutečnosti pochází až z roku 1495. K tomuto roku byl ve vesnici uváděn farní kostel, který platil daň ve výši jedné marky ročně míšeňské diecézi. Pod hohnsteinský a později sebnitzský děkanát této diecéze spadal kostel až do 16. století, kdy vazby přerušila reformace. O vzhledu a stavebních úpravách původního dřevěného svatostánku se nedochovaly žádné zprávy.

### Předchůdci dnešního kostela

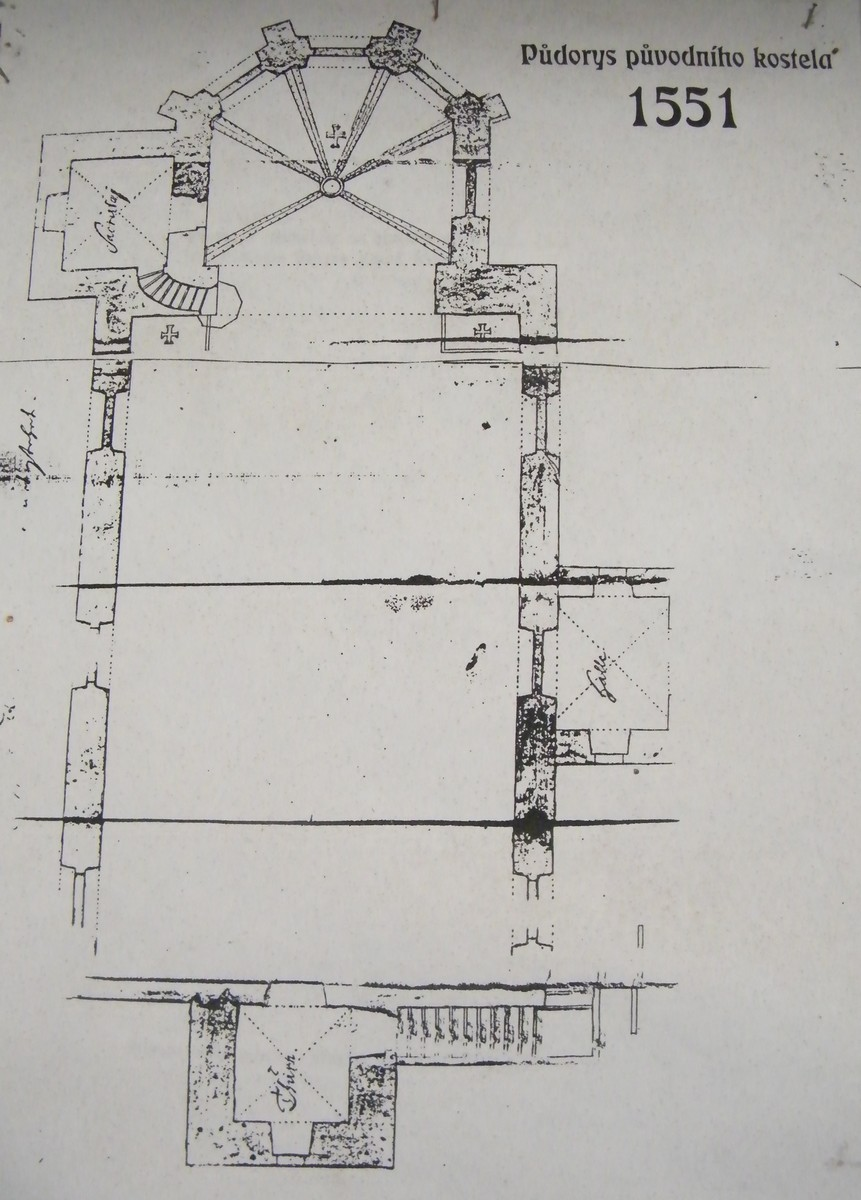
Plán kostela z roku 1551

V 16. století zažívalo tolštejnské panství (zvané také „Schleinitzská země“ – „Schleinitzer Ländchen“), kam patřily také Mikulášovice, velký rozkvět, s kterým byl mimo jiné spojen růst počtu obyvatel. Dřevěný kostel přestal vyhovovat, a proto začala roku 1551 z popudu Georga ze Schleinitz († 1565) a dědičného lenního rychtáře Jakobiho výstavba nového, již kamenného kostela. Stavební práce trvaly čtyři roky a vysvěcení nového orientovaného svatostánku s věžičkou, která prozatím neměla zvony, se uskutečnilo roku 1555. Stavba měla obdélníkový půdorys, na východní straně zakončený pětibokým presbytářem, na který ze severu navazovala sakristie. Západnímu průčelí dominovala hranolová věž. Do chrámu se vstupovalo skrze předsíň vystupující z jižní stěny. Brzy po stavbě nového kostela dorazila také do Mikulášovic reformace, a tak část 16. a také 17. století sloužil evangelickým bohoslužbám. Až do této doby docházeli do Mikulášovic věřící ze sousedního saského Hinterhermsdorfu. V průběhu třicetileté války kostel několikrát vyrabovali saští a švédští vojáci. K rekatolizaci došlo nejpozději v 70. letech 17. století.
Když se České království na konci 17. století vzpamatovalo z třicetileté války, počet obyvatel začal opět růst. Aby se do kostela vešli všichni věřící, začala 29. dubna 1694 z popudu majitelky lipovského panství, hraběnky Marie Margarethy Slavatové (1643–1698), jeho barokní přestavba. Stavební práce skončily následujícího roku pod vedením zednického mistra Balthasara (Balzera) Hilleho z nedalekého Neustadtu, který krátce předtím dokončil přestavbu kostela svatého Šimona a Judy v Lipové. Hille během práce nalezl gotickou hliněnou sošku Panny Marie s Ježíškem, která stála po dokončení stavebních prací na oltáři v boční kapli. V roce 1701 došlo ke zvýšení věže kostela, a to zdi o necelých 5 metrů a střechy věže o téměř 18 metrů. Hřbitov kolem kostela byl obehnán novou vyšší zdí. Přestože se přestavbou kapacita kostela zvýšila, brzy začal být opět malý. Od roku 1717 působilo při kostele Bratrstvo Bolestné Matky Boží pod černým škapulířem.

### Současný kostel

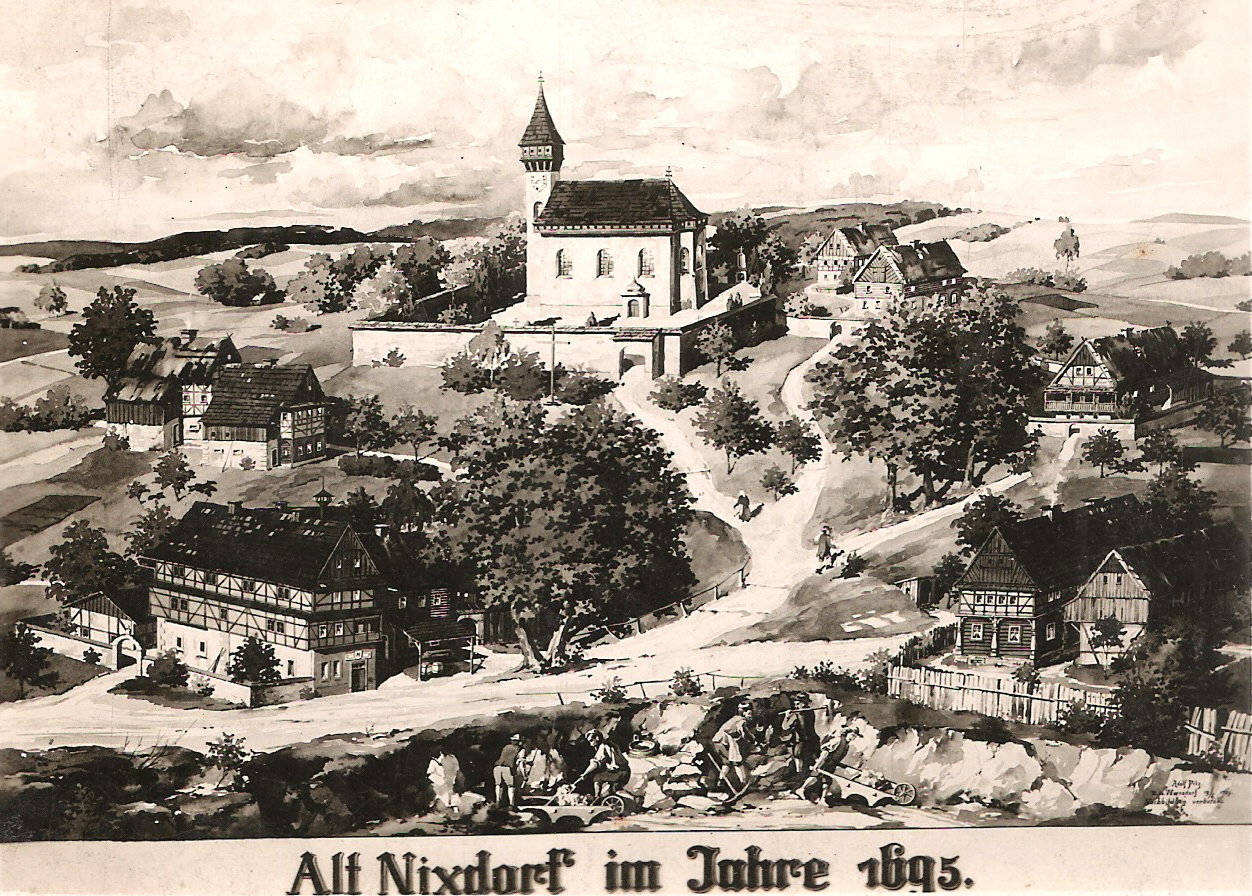
Vyobrazení starého kostela

O výstavbě nového prostornějšího chrámu se začalo jednat ve 40. letech 18. století. Hlavními iniciátory akce byli farář Anton Erben ze Schönerbenu (sloužil v letech 1732–1748) a rychtář Johann Georg Liebisch (ve funkci 1737–1760), jejichž úsilí značně podpořil hrabě Leopold Antonín Salm-Reifferscheidt (1699–1769) se svou chotí Karolinou Ditrichštejnovou (1722–1790). Podle staršího výkladu, který se opíral zejména o kroniku písmáka a rychtáře Johanna Endlera z poloviny 19. století, měla stavba začít roku 1743 pod vedením zkušeného lipovského stavitele Zachariase Hoffmanna (1678–1754), který právě dokončil stavbu nového kostela svatého Martina v hornolužickém Njebjelčicy. Stavební práce na novém svatostánku se prý vlekly, a to především kvůli nedostatku financí. Počáteční kapitál, vytvořený z příspěvků obyvatel obce a hraběte Salm-Reifferscheidta, nestačil, s půjčkou 3 000 zlatých od ostatních farností měla vyrůst do roku 1747 pouze hrubá nezastřešená stavba (přibližně do výše oken). Stavební práce poté ustaly a stavitel Hoffmann odešel na odpočinek. V této době měl navštívit své rodné město Hans Jacob Wähner, pražský zemský stavební mistr pro Čechy. Nedokončenou stavbu podle kroniky okomentoval slovy: „Mikulášovičtí, chcete vybudovat kostel nebo zřídit ovčí salaš?“ Následně se prý ujal dokončení stavby, na kterou sám věnoval 1 500 zlatých. Archivní výzkum v letech 2014–2016 však Wähnerovo autorství vyloučil a posunul dobu vybudování kostela na pozdější dobu. Přípravy na výstavbu nového chrámu tak začaly až koncem roku 1748 a následujícího roku výstavbu schválilo litoměřické biskupství. Vlastní stavební práce se rozeběhly až poté, co dne 11. února 1750 podepsal patron kostela, hrabě Leopold Antonín Salm-Reifferscheidt, smlouvu se stavitelem Zachariasem Hoffmannem a jeho dvěma nejstaršími syny Peterem Paulem a Dominikem. Mikulášovický kostel se stal poslední Hoffmannovou prací. Pro svůj pokročilý věk se smluvně zavázal, že v případě úmrtí práci dokončí jeho dva synové Peter Paul a Dominik. Výstavba chrámu přišla hraběte na 7 132 zlatých a dalších 330 zlatých stálo zastřešení provedené jiřetínským truhlářem Josefem Breuerem. Vysvěcení stavby se uskutečnilo ke konci roku 1751 pod vedením šluknovského děkana Zachariase Wähnera (ve službě 1741–1767). Slavnosti se osobně zúčastnil i hraběcí pár. Nový inventář kostela byl pořizován postupně v průběhu druhé poloviny 18. století a v 19. století.
Do 21. století se zachoval kostel v téměř původní podobě s výjimkou věže a střechy. Ničivý požár z 20. září 1842 silně zasáhl střed města, kde mu za oběť mezi sedmnácti domy a osmi stodolami padla také fara (čp. 10), farní škola (čp. 7) a též kostelní věž. Mobiliář kostela se většinou podařilo zachránit a malby spolu s poškozenými částmi inventáře prošly nutnou renovací následující rok. Obnova věže začala až roku 1862 pod vedením zednického mistra Franze Eiselta z Lipové a trvala jeden rok, během nějž věž získala dochovanou historizující podobu. Do věže byly zároveň umístěny i nové zvony. Rozsáhlá renovace kostela proběhla následně roku 1882 a její náklady činily 5 000 zlatých. Roku 1900, u příležitosti 150. výročí dokončení chrámu, bylo uvedeno do provozu elektrické vedení (osvětlení interiéru a lampy před kostelem). Elektrickou energii dodávala nová místní elektrárna. Poslední celkovou opravou (renovace omítek a průčelí kostela) prošel kostel v letech 1922–1935 na popud místního děkana Franze Pietschmanna (ve službě 1922–1935). Po druhé světové válce stál sice kostel na okraji zájmu, ale přesto je od roku 1958 chráněn jako kulturní památka. Postupná rekonstrukce stavby začala roku 1987 osazením nových hodin na kostelní věž. Hned na počátku 90. let 20. století, v roce 1991, byl kostel vykraden. Roku 1992 prošla obnovou fasáda na západní straně kostela a spodní části věže. V následujícím roce se opravy dočkala střecha. Během dalších let prošel rozsáhlou rekonstrukcí interiér kostela, a to díky místnímu administrátorovi Václavu Horniakovi (ve službě 1994–1999), který se na většině rekonstrukčních prací podílel osobně. V letech 2004 až 2005 bylo obnoveno průčelí kostela v původních barvách a poté se renovace dočkaly i vstupní dveře.
Farní kostel svatého Mikuláše je ve vlastnictví Římskokatolické farnosti Mikulášovice. Pravidelné bohoslužby se slouží ve čtvrtek od 18.00 hodin a v neděli od 14.30 hodin. Duchovním správcem je od roku 2008 administrátor excurrendo P. Jacek Kotisz. Poutní mše svatá se slouží 6. prosince na svátek svatého Mikuláše. Od roku 2011 se na Velikonoční neděli pravidelně konají obnovené velikonoční jízdy. Kostel je též významným kulturním místem, kde se nepravidelně pořádají koncerty vážné i populární hudby.

### Program záchrany architektonického dědictví
V rámci Programu záchrany architektonického dědictví bylo v letech 1995–2014 na opravu památky čerpáno 3 596 000 Kč.
| rok    | 2003 | 2004  | 2005 | 2006 | 2007 | 2008 |
| ------ | ---- | ----- | ---- | ---- | ---- | ---- |
| částka | 500  | 1 000 | 800  | 396  | 400  | 500  |

## Popis stavby

### Exteriér kostela

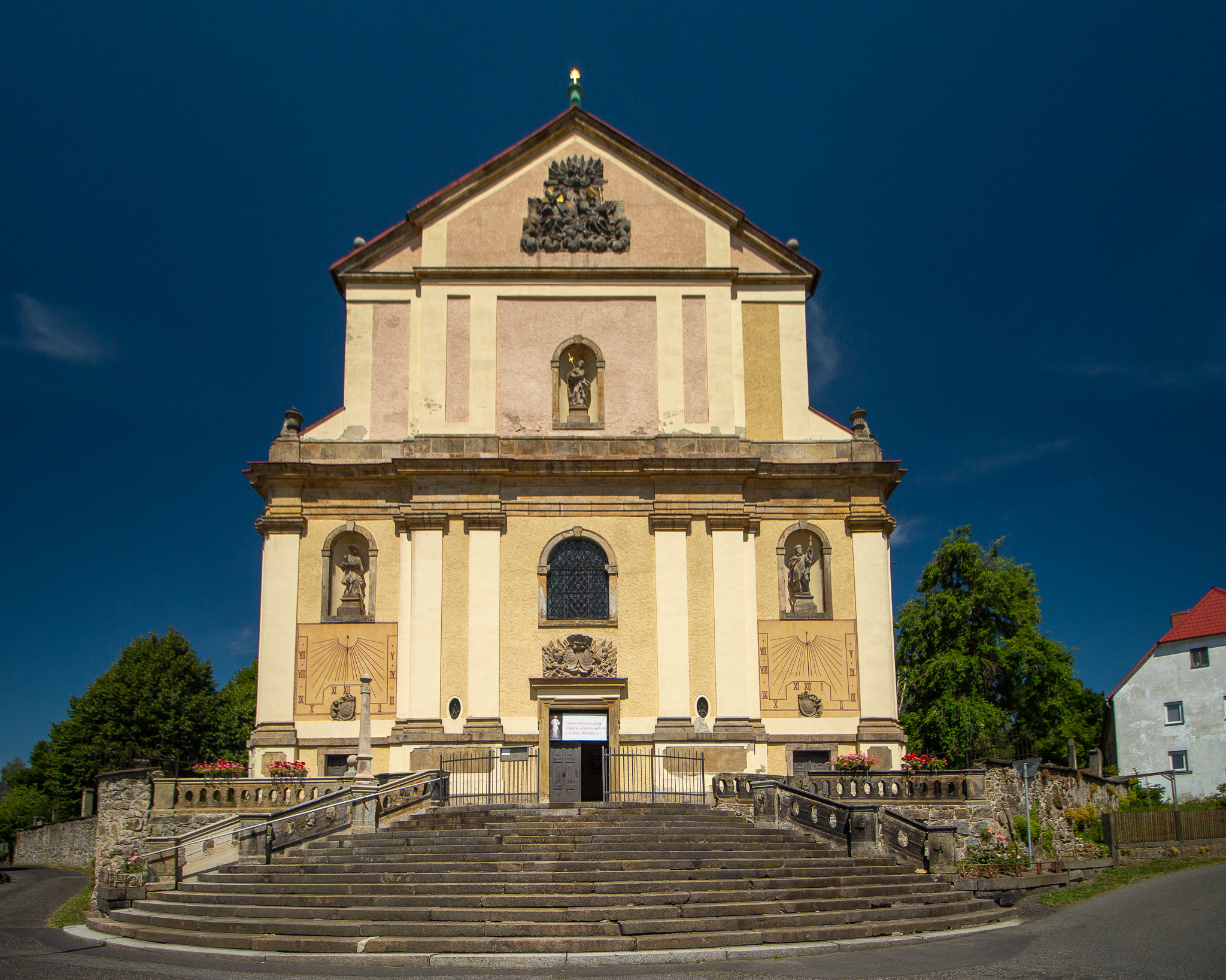
Průčelí kostela svatého Mikuláše

Mikulášovický kostel patří mezi největší v okrese Děčín. V základu je obdélníkový s půlkruhově zakončeným presbytářem, na západní straně doplněný věží a sakristií, na východní pak oratoří a boční kaplí. Je dlouhý 50 metrů, široký 20 metrů a vysoký 18 metrů. Na rozdíl od svých předchůdců je orientován severojižním směrem. Starý kostel byl totiž zakomponován do nové stavby: z původního presbytáře se stala boční kaple a na původním místě zůstala také věž.
Rekonstruované průčelí kostela člení římsy, ve spodní části dvojice pilastrů, ve vyšších partiích lizény. Uprostřed středového rizalitu je umístěn hlavní vchod, po jehož obou stranách jsou zbudovány menší boční vchody. Nad hlavním vchodem se nachází pískovcový alianční erb Salm-Reifferscheidtů a Ditrichštejnů, boční vchody zdobí erby dřívějších majitelů panství: vpravo rodu Trautsonů, vlevo Slavatů z Chlumu a Košumberka. Tyto dva erby pocházejí ze zaniklého kostela z roku 1695. Střed průčelí prolamuje obdélné, půlkruhově zakončené okno. Ve třech nikách stojí sochy Panny Marie, svatého Jana Evangelisty a svatého Václava. Mezi vedlejšími vchody a nikami jsou umístěny štukové sluneční hodiny. Trojúhelníkový štít zdobí masivní pískovcová plastika Nejsvětější Trojice. Boční stěny prosvětlují veliká okna ve stylu barokní gotiky, v presbytáři vitrážovaná. Původní fasády, naposledy renovované ve 30. letech 20. století, jsou sešlé. Značně poškozené jsou i omítky z 90. let 20. století na západní stěně. Původní omítky byly okrové, hrubé, s hladkými lizénami. Stěny jsou bohatě zdobeny epitafy význačných mikulášovických obyvatel.
K západní stěně přiléhá věž v historizující podobě z roku 1863. Je omítnuta přibližně do výše kostela, zbytek věže je z hladkých neomítnutých kamenů. Vysoká je 60 metrů a na ochoz pod stříškou vede 178 schodů (nejprve jsou kamenné, v horní části dřevěné, velmi úzké). Špičku věže zdobí velký kovový kříž. Střecha kostela byla původně krytá šindelem, který nahradil měděný plech (presbytář) a pálené tašky (trojlodí). Vikýře (takzvaná rybí oka) zanikly v průběhu 20. století. Ze zadní části střechy presbytáře vybíhá vysoká sanktusová vížka.

### Hodiny
Renesanční kostel z poloviny 16. století nejprve hodiny neměl, pořízeny byly neznámého roku. Kostel vysvěcený roku 1751 měl již ve věži hodiny, ty však spolu s věží padly za oběť požáru v září 1842. Na věž opravenou po požáru byly v roce 1864 umístěny nové hodiny od firmy Johanna Mannhardta (1798–1878) z Mnichova. Ty sloužily svému účelu až do roku 1961, kdy se rozbil hodinový stroj. Nové pořídilo město roku 1987 z iniciativy tehdejšího předsedy městského národního výboru Josefa Hýbla za částku 170 000 korun. Paradoxně jsou tak ve vlastnictví města Mikulášovice. Hodinový stroj je natahován elektricky. Čtyři ciferníky mají v průměru 270 centimetrů, hodinové ručičky 170 centimetrů a římské číslice jsou vysoké 45 centimetrů. Ručičky a číslice jsou pozlacené.

### Interiér kostela

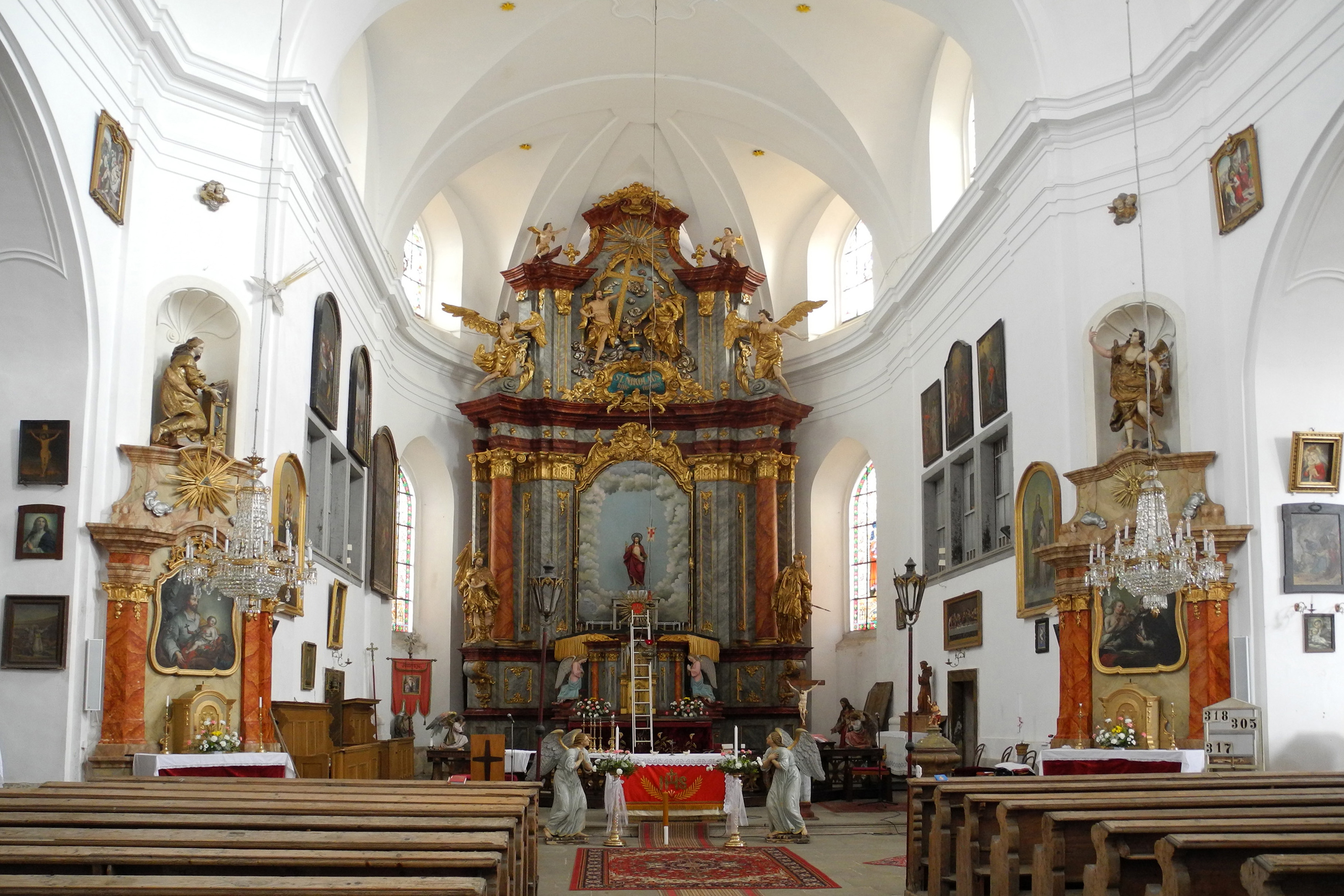
Presbytář s hlavním oltářem

Mikulášovický kostel je trojlodní se vstupní předsíní. Strop kostela tvoří klenba s lunetami. Vnitřní zdi kostela jsou vymalovány čistě bíle a umocňují tak bohatou výzdobu. Vybavení kostela je převážně barokní a rokokové z druhé poloviny 18. století, některé prvky mobiliáře jsou historizující z roku 1882.
V presbytáři stojí hlavní oltář zasvěcený svatému Mikulášovi. Práce na něm začaly roku 1759. Je dílem místního truhláře Johanna Jacoba Zabela z domu čp. 377, autorem oltářního obrazu z roku 1761 je Johann Lucas Kracker (1719–1779). Práce na oltáři skončily až roku 1766, autorem většiny z nich je malíř Johann Josef Hübner. Nad oltářním obrazem umístěným ve středu hlavního oltáře se nachází dřevěná plastika Nejsvětější Trojice obklopená několika anděly. Nalevo od oltářního obrazu je umístěna socha svatého Václava, napravo socha svaté Ludmily. Obě sochy od obrazu oddělují dva dřevěné sloupy. Pozdně barokní kamenná křtitelnice pochází z druhé poloviny 18. století. Po obou okrajích presbytáře stojí zdobené rokokové oltáře. Levý je zasvěcen svatému Josefu, pravý svatému Janu Nepomuckému a pochází již ze starého kostela (vyroben roku 1706). Nad oltáři jsou niky s dřevěnými sochami Panny Marie a Gabriela archanděla, představující Zvěstování Panny Marie. Oltářní obrazy jsou mladší z roku 1827, jejich autorem je malíř Josef Führich (1800–1876). Vlevo na stěně hlavní lodi je umístěna výrazná kazatelna od truhláře Schiera z Krásné Lípy. Zhotovil ji v roce 1758, jako materiál zvolil dřevo z mohutné lípy, která byla pro tento účel v obci poražena. Figurální výzdoba, včetně sochy svatého Jana Křtitele, je dílem Johanna Josefa Hübnera. Původně byla kazatelna umístěna výše, protože však nebyla dobře slyšet kázání, byla roku 1783 posunuta níže. Mezi presbytářem a kazatelnou stojí v boční lodi masivní oltář Božího dítěte z roku 1760 od neznámých autorů. Stěny hlavní lodi zdobí zastavení křížové cesty z roku 1812 od místního malíře Josefa Liebsche z domu čp. 566. K obrazové výzdobě kostela dále patří čtyři obrazy z 60. let 18. století od Johanna Lucase Krackera, autora oltářního obrazu, obraz Narození Páně, dva portréty jezuitských světců z druhé poloviny 18. století a řada dalších. Původní dubové lavice stojí ve dvou řadách, mezi nimi je vstup do krypty. Z prostorné kruchty, kde jsou umístěny varhany, vedou schody do dvoupatrových galerií v bočních lodích. Celková kapacita kostela je cca 900 míst. Čtyři zpovědnice jsou umístěny v přízemí bočních lodí.
Boční kaple je zasvěcena Panně Marii. Je sklenuta pásy a šestidílnou klenbou se štukovými barokními žebry. V kapli stojí tři oltáře, nejstarší z nich je oltář Panny Marie Bolestné z let 1761–1762. Na něm bývala umístěna gotická pieta z první poloviny 15. století, v druhé polovině 20. století přemístěná do děčínského muzea. Při levé stěně kaple stojí empírový oltář svaté Gaudencie, který spolu s ostatky světice darovala kostelu roku 1855 mikulášovická rodačka Agnes Theresia Heinová (1792–1856), abatyše cisterciáckého kláštera Sankt Marienthal v Horní Lužici. Nejmladší je novogotický oltář Panny Marie Lurdské.
| Přehled oltářů v kostele | Přehled oltářů v kostele                | Přehled oltářů v kostele | Přehled oltářů v kostele | Přehled oltářů v kostele | Přehled oltářů v kostele |
| Oltář                    | Hlavní obraz                            | Sochy vlevo              | Sochy uprostřed          | Sochy vpravo             | Rakev                    |
| ------------------------ | --------------------------------------- | ------------------------ | ------------------------ | ------------------------ | ------------------------ |
| Hlavní                   | Sv. Mikuláš                             | Anděl Sv. Václav         | Nejsvětější Trojice      | Anděl Sv. Ludmila        |                          |
| Levý                     | Sv. Josef                               |                          | Panna Marie              |                          |                          |
| Pravý                    | Sv. Jan Nepomucký                       |                          | Gabriel archanděl        |                          |                          |
| Božího dítěte            |                                         |                          | Bůh Otec Jezulátko       |                          |                          |
| Panny Marie Bolestné     |                                         | Anděl                    | P. Maria Bolestná        | Anděl                    |                          |
| Svaté Gaudencie          |                                         |                          |                          |                          | Sv. Gaudencie            |
| Panny Marie Lurdské      | Lurdská bazilika Místo zjevení P. Marie |                          | P. Maria Lurdská         |                          |                          |

### Jesličky
Nové figurky pro betlém, které zakoupil farář Josef Klaus (ve službě 1937–1946) těsně před druhou světovou válkou, zhotovil rožanský betlémář Franz Rosche (1885–1944). Krajinu zpracoval jiříkovský malíř Eduard Kindermann (1867–1949). Po druhé světové válce nebyly již jesličky sestaveny; chyběla Panna Marie, kterou si patrně odnesl odsunutý farář. Ostatní figury, uložené na faře, ukradl jistý místní občan kolem roku 1950. Krajina se dochovala až do 90. let 20. století, kdy však byla správcem farnosti označena za nepotřebnou a byla spálena. V roce 2017 začal vznikat nový kostelní betlém. Krajinu zpracovali členové Spolku betlémářů ze Schirgiswalde. Místní učitel Roman Klinger téhož roku vykoupil část ukradených Roscheho figur. Ty doplnily postavy od místního betlémáře Franze Schütze (1907–2000) a několik nových postav od rumburského řezbáře Jaroslava Blažka. Nový kostelní betlém požehnal 14. ledna 2018 generální vikář litoměřické diecéze Martin Davídek.

### Varhany

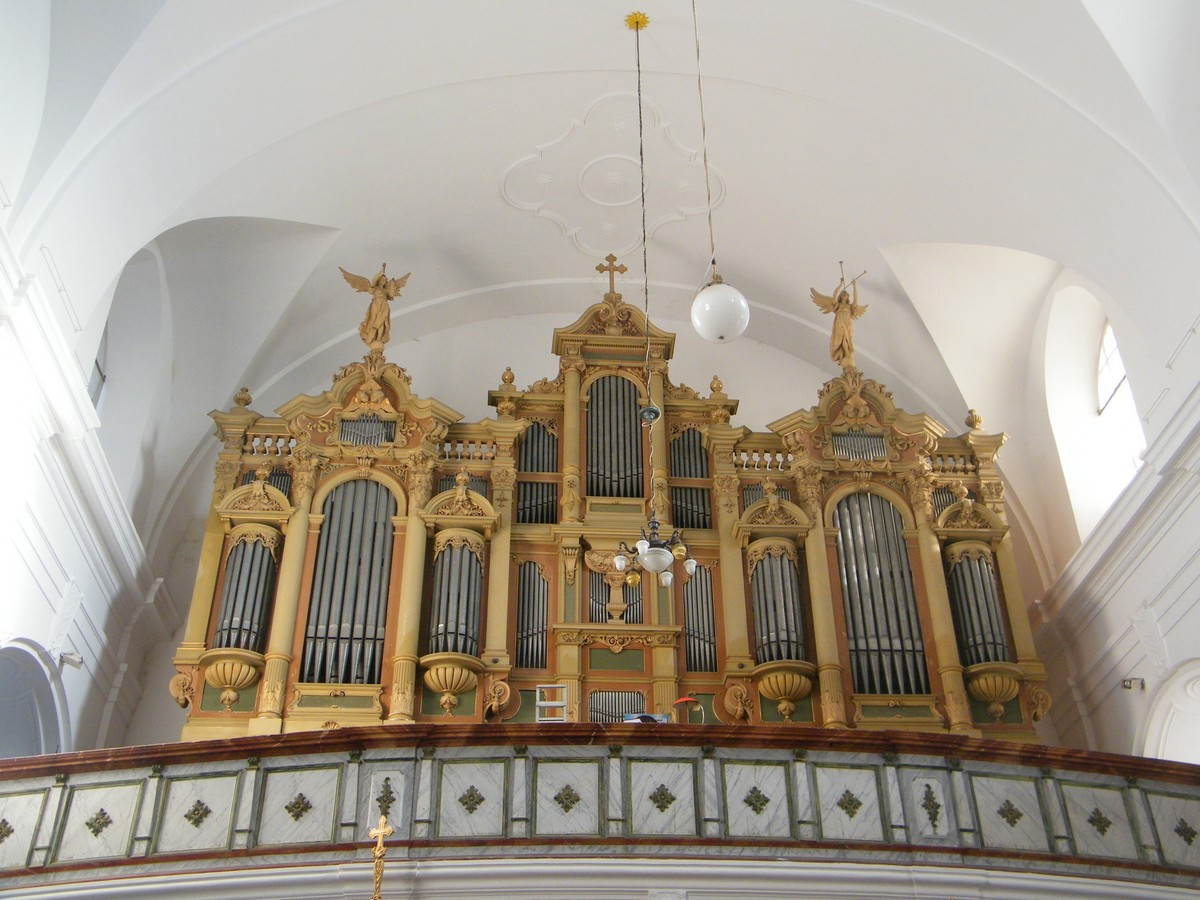
Varhany

Za dobu své existence vystřídal kostel několikery varhany. Prvně zmiňované jsou v roce 1664 a pocházely pravděpodobně z dílny šluknovské varhanářské rodiny Weindtů, pozdější úpravy prováděl patrně českokamenický varhanář Tobias Franz Fleck starší (1618–1698). Tyto varhany měly šest rejstříků a byly bez pedálu. Zanikly při přestavbě kostela v polovině 18. století. Nové dodal Johann Gottlieb Tamitius (1691–1769) ze Žitavy v roce 1761. Oproti předchozím byly větší, měly 721 píšťal ve 13 rejstřících a tři měchy. Díky průběžné údržbě, prováděné různými severočeskými varhanáři, financované povětšinou z veřejných sbírek, sloužily tyto barokní varhany až do roku 1901. O Velikonocích tohoto roku se dočkal kostel nových varhan, které postavila firma bratří Riegerů z Krnova. Před první světovou válkou byly údajně třetími největšími v Čechách (po varhanách v oseckém klášteře a pražském Rudolfinu). Pořízeny byly za částku 21 000 korun. Přestože se někdy uvádí, že mají více než 3 000 píšťal, jejich skutečný počet je 2 166. Mají dva manuály a 36 (dříve 37) rejstříků. Jejich původní dispozice bez pozdějších změn učiněných Ladislavem Hauserem v polovině 30. let 20. století byla následující:
| I. manuál |                  |           |
| 1.        | Bourdon          | 16'       |
| 2.        | Principal        | 8'        |
| 3.        | Flétna dutá      | 8'        |
| 4.        | Roh kamzičí      | 8'        |
| 5.        | Kryt             | 8'        |
| 6.        | Gamba            | 8'        |
| 7.        | Salicionál       | 8'        |
| 8.        | Oktáva           | 4'        |
| 9.        | Flétna trubicová | 4'        |
| 10.       | Roh kamzičí      | 4'        |
| 11.       | Kornet           | 8' 3-5x   |
| 12.       | Mixtura          | 2 2/3' 5× |
| 13.       | Trompeta         | 8'        |

| II. manuál |                    |           |
| 14.        | Kvintadena         | 16'       |
| 15.        | Principal houslový | 8'        |
| 16.        | Kryt milý          | 8'        |
| 17.        | Flétna harmonická  | 8'        |
| 18.        | Aeolina            | 8'        |
| 19.        | Vox Coelestis      | 8'        |
| 20.        | Oktáva             | 4'        |
| 21.        | Flétna sladká      | 4'        |
| 22.        | Dolce              | 4'        |
| 23.        | Flétna příčná      | 2'        |
| 24.        | Piccola            | 2'        |
| 25.        | Harmonia aetherna  | 2 2/3' 4× |
| 26.        | (Basson - Oboe)    | 8'        |

| Pedál |           |         |
| 27.   | Podstav   | 32'     |
| 28.   | Kontrabas | 16'     |
| 29.   | Subbas    | 16'     |
| 30.   | Violon    | 16'     |
| 31.   | Bourdon   | 16'     |
| 32.   | Kvintbas  | 10 2/3' |
| 33.   | Principal | 8'      |
| 34.   | Oktávbas  | 8'      |
| 35.   | Bourdon   | 8'      |
| 36.   | Cello     | 8'      |
| 37.   | Pozoun    | 16'     |

V období po druhé světové válce nebylo možné získat finance potřebné na pravidelnou údržbu či opravy, a varhany proto přestaly fungovat. Nahrazovalo je harmonium značky Kotykiewicz, a to až do roku 2011, kdy proběhla generální oprava celých varhan. Práce zajišťoval varhanář Petr Stehlík z Hodonína a akce byla financována jak z příspěvku Ministerstva kultury či litoměřické diecéze, tak také z příspěvků německých rodáků a města Mikulášovice.

### Krypta
Ve střední části hlavní kostelní lodi je vchod do rozsáhlé krypty, vzniklé při stavbě barokního kostela v polovině 18. století. V kryptě bylo až do druhé světové války umístěno 35 rakví z dubového dřeva. Masivní, čtyřhranné, malbami bohatě zdobené rakve připomínají staré truhly. Pohřbeni tu byli především bohatší mikulášovičtí občané (jejich epitafy jsou umístěny na vnější zdi kostela), dále šest kněží a jedna matka šestinedělka s dítětem. Za druhé světové války byly rakve odstraněny (přemístěny do východní části krypty) a prostor prošel úpravou na protiletecký kryt. Pamětníci a písemné prameny se shodují, že kostel s okolními domy spojovaly podzemní chodby. Při průzkumu v roce 1998 nebyl jejich rozsah zjištěn. Nejčastěji je zmiňována chodba vedoucí na faru (čp. 10) skrze sklep domu čp. 8, v úvahu připadá i propojení s domy čp. 5 a 6.

### Zvony

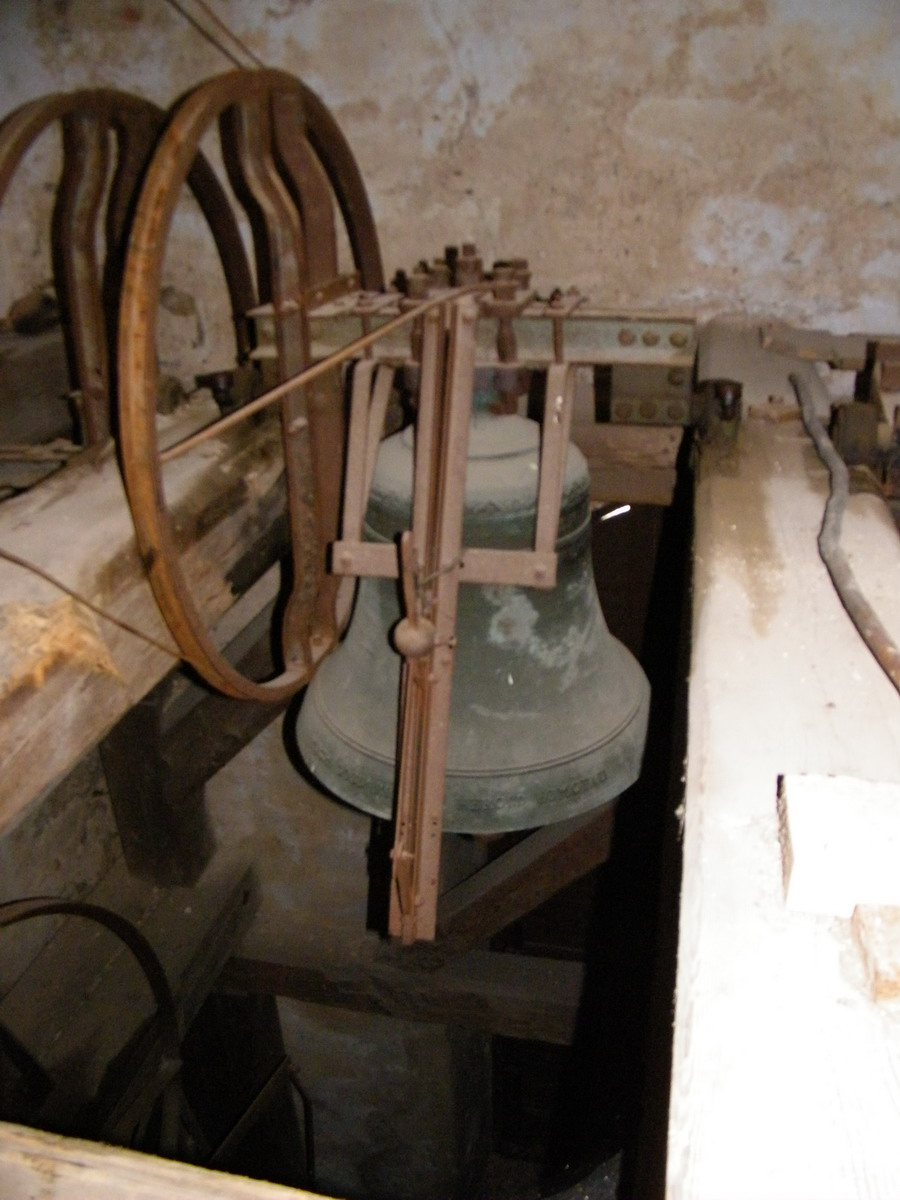
Zvon sv. Anna v hlavní věži ulitý roku 1921 Richardem Heroldem

Původní stavba patrně neměla zvon, první malý zvon vyzváněl od roku 1475. Než byly do nové věže renesančního kostela z roku 1555 osazeny zvony, používala se místo vyzvánění řehtačka. Prvních zvonů se dočkal kostel svatého Mikuláše roku 1684. Ty byly přeneseny i do nového chrámu, vysvěceného roku 1751. Největší z nich zdobily reliéfy svatého Mikuláše, Panny Marie, krucifixu a dvou andělů nesoucích pamětní nápis. Zvony sloužily svému účelu až do roku 1842, kdy spolu s věží podlehly velkému požáru. Nové vyrobil roku 1845 chomutovský zvonař Josef Pietschmann za 3 591 zlatých. Věž se obnovy po požáru dočkala až za dalších osmnáct let v roce 1863, a proto došlo k slavnostnímu zavěšení zvonů až 30. listopadu toho roku. Do té doby visely na provizorním dřevěném lešení na kostelním hřbitově. Zvony sloužily svému účelu až do první světové války. Roku 1916 musely být čtyři z nich sňaty a odevzdány, zůstal pouze jediný.
Brzy po skončení války začala sbírka na zvony nové. Přispěli do ní nejen jednotliví občané, ale štědré finanční obnosy darovaly také místní spolky. Z vybraných peněz odlila firma Richarda Herolda v Chomutově pět nových zvonů laděných do akordu G dur, které dne 10. prosince 1921 za velké slávy posvětil děkan Heinrich Fleck z Lipové (ve službě 1898–1926). Čtyři byly následně vytaženy do věže kostela, pátý putoval do věže kaple Nejsvětějšího Srdce Ježíšova na Salmově. Zvony z kostelní věže poprvé zazněly o Štědrém večeru téhož roku. V mikulášovické pamětní knize se dochovaly popisy zvonů:
- Největší zvon pojmenovaný Panna Marie vážil 1 770 kg a nesl nápis: „Tebe Marie vždy zdraví skrze ústa zvonu, Tebe milostiplná křesťané celého světa.“ Krom nápisu nesl vyobrazení Panny Marie a věnování: „Jako křesťanský dar po utrpení a bídě světové války mikulášovičtí na vzpomínku padlým synům vlasti nechali vytvořit nové zvony za děkana Josefa Habela a starosty Josefa Ferdinanda Wernera v roce 1921.“
- Zvon svatý Mikuláš vážil 860 kg a jeho nápis zněl: „Svoláváme do kostela křesťany. Zveme svatební páry. Provázíme z pozemského bytí na věčnost.“ Na reliéfu byl vyobrazen patron kostela a zvonu svatý Mikuláš. Věnování oznamovalo: „Ušlechtilou obětí přispěli mikulášovičtí průmyslníci, sedláci a živnostníci a věnovali potomstvu tento památník.“
- Zvon svatý Josef vážil 500 kg. Kromě reliéfu svého patrona nesl nápis: „Čím svět rozčilujeme je, že chtíč je ódou. My slyšíme a oznamujeme to lidem široko daleko.“ Věnování znělo: „Vynikáme skrze velkodušný dar Mathildy Tschakert, Josefa a Marie Würfelových a křesťanského ženského spolku pod vedením prezidentky Theresie Endler.“
- Zvon svatá Anna vážil 220 kg. Bez reliéfu oznamoval světu: „Žijící volám, mrtvé oplakávám.“ Věnování hlásalo: „Bohu na počest, s vytvořením pomohli mikulášovičtí velikonoční jezdci pod vedením předsedy Franze Schäfera.“

Nové zvony nevydržely v kostele dlouho. Přišla druhá světová válka a také tyto zvony, kromě nejmenšího, musely být 2. dubna 1942 sňaty a odevzdány. Následně byly uloženy ve skladu v německém Hamburku, kde přečkaly bez újmy celou válku. Po jejím skončení se však zpět nevrátily, poválečné Československo o ně údajně neprojevilo zájem. Podle jiných zdrojů byly roku 1953 identifikovány, ale ztratily se při přepravě z Hamburku do Drážďan. Protože nejsou známa jejich inventární čísla, není možné je podle archivních soupisů dohledat. S největší pravděpodobností jsou mikulášovické zvony umístěny v blíže neurčených kostelích v Německu.
Za chybějící zvony nebyly po skončení války pořízeny náhradní. Ve věži tak zůstává pouze zvon svatá Anna z roku 1921 a malý zvon přenesený z blíže neurčené školy v 50. letech 20. století. O zvonu, který visí v sanktusové vížce, prameny mlčí. Není známé jeho stáří ani žádné další informace.

## Fara
První v pramenech zachycenou faru postavili v letech 1680–1683 místní tesařští a zedničtí mistři George Endler a Martin Schneider. Barokní farní budova, upravená v 18. století, patřila mezi domy, které roku 1842 podlehly požáru. Během následných oprav, na kterých se finančně podílel hlavně majitel panství Jan Salm-Reifferscheidt (1780–1847), získala stavba roku 1846 slohově nevýraznou klasicistní podobu. Stavební práce přišly na 25 000 zlatých a rod Salm-Reifferscheidtů připomíná rodový erb ve štítu. Farní budova přestala v poválečném období sloužit svému účelu a prošla roku 1967 stavební úpravou, která však nerespektovala původní vzhled, ani stavební dispozice budovy. Během přestavby se změnila v bytový dům, u nějž byl zazděn původní hlavní vchod, dosluhující okna nahradila nová, sériově vyráběná, která však neodpovídala původním rozměrům, a dřívější vápenné omítky nahradil brizolit. Na sklonku roku 2008 faru za částku 500 000 korun zakoupilo město Mikulášovice.

## Okolí kostela

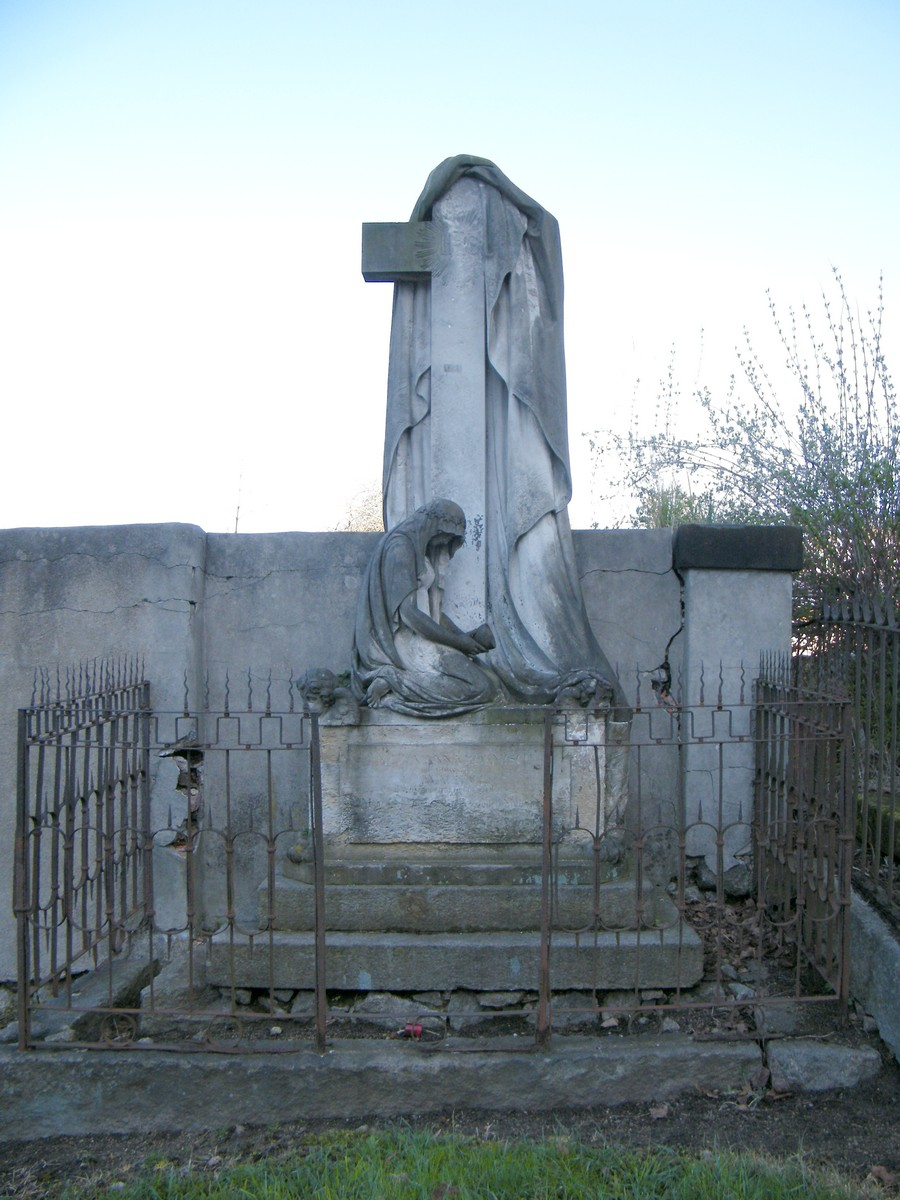
Náhrobek Marie Anny Römischové od Franze Pettricha

Kostel svatého Mikuláše je dominantou historického jádra Mikulášovic, které bylo do poloviny 20. století nazýváno Kostelní náměstí. Z něj vede ke kostelu široké schodiště s kamenným rokokovým zábradlím z roku 1794, které bylo v roce 1900 doplněno dvěma, na začátku 21. století již nefunkčními lucernami. Areál kostela je celý obehnán kamennou zdí. Zatravněný dvůr sloužil až do 70. let 19. století jako hřbitov. Na něm se nachází množství cenných rokokových a klasicistních náhrobků, např. hrobka továrníka Ignaze Röslera, hrobky rodičů podnikatele Franze Zachariase Römische a řada dalších od sochaře Franze Pettricha (1770–1844) či hrob tomášovského rychtáře Johanna Antona Endlera. Přímo na zdi kostela jsou umístěny další epitafy, například patologa Franze von Dittricha či faráře Josefa Menzela (švagr Ignaze Röslera). V zadní části dvora stojí nevýrazná, již nepoužívaná márnice.
V okolí kostela se nachází řada památkově chráněných domů, z nichž některé spojuje s kostelem společná minulost. Na západě Kostelního náměstí stojí dům čp. 5 (hotel Ron), patrně nejstarší dům ve městě. Prostranství před ním zdobí barokní socha svatého Jana Nepomuckého ze 2. třetiny 18. století. Do svahu jižně od kostela jsou zakomponovány domy čp. 2 (Císařský dům), kde 20. září 1779 přenocoval císař Josef II., dvojdům čp. 4 a 1002 (hvězdárna a bývalá lékárna) a čp. 10 (bývalá fara). Nároží východně od kostela zdobí barokní socha Immaculaty, umístěná v zahradě novorenesančního domu čp. 8 (Červený kříž), za kterým stojí bývalá farní škola a pozdější radnice (do roku 1945) čp. 7. V roce 2016 zveřejnilo město Mikulášovice studii k plánované, leč nerealizované, rekonstrukci historického jádra města.

## Osobnosti spojené s kostelem
S kostelem svatého Mikuláše je spojena řada církevních i světských osobností. Farář Josef Klaus (ve službě 1937–1946) byl po druhé světové válce odsunut, zanechal však cenné svědectví o prvních poválečných měsících. Mons. Robert Franze (1910–2003) začínal v Mikulášovicích jako ministrant, i když jako kněz působil v jiných farnostech. Hudební skladatel Anton Rösler (1785–1850) vyučoval na farní škole a od roku 1812 až do své smrti hrál na varhany nejen v místním kostele. Své hudební začátky si zde odbyli proslulý hobojista Franz Schidlik (1814–1900), který hrával v kostelním sboru, či budoucí operní zpěvačka Anni Frind (1900–1987), jež ve sboru zpívala.

## Galerie

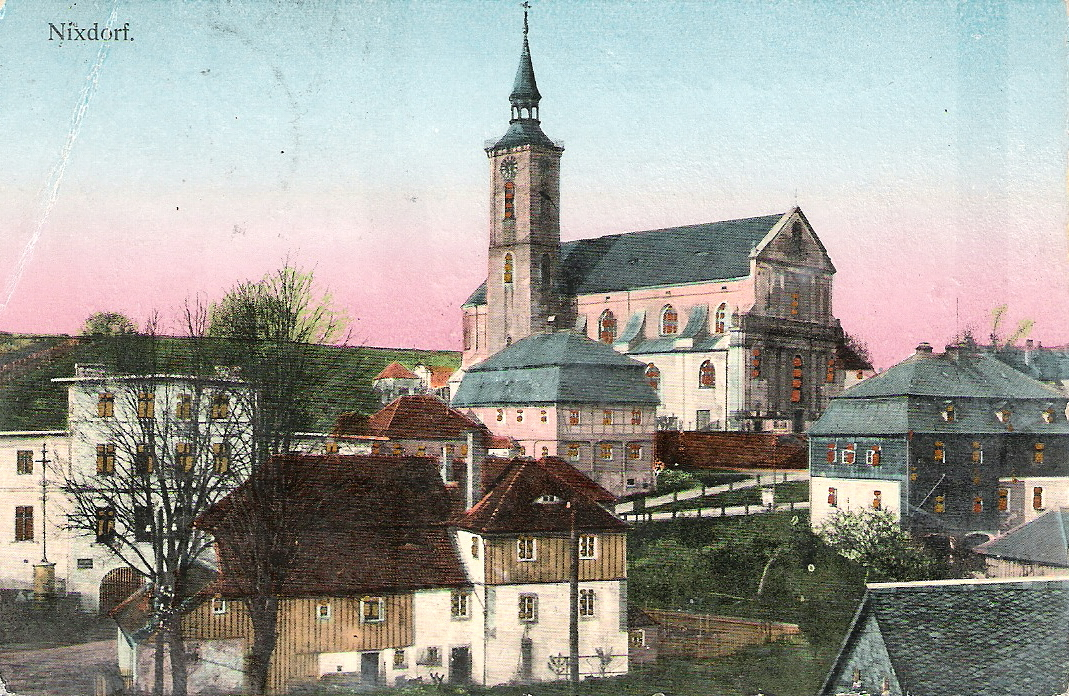
Historický snímek z počátku 20. století
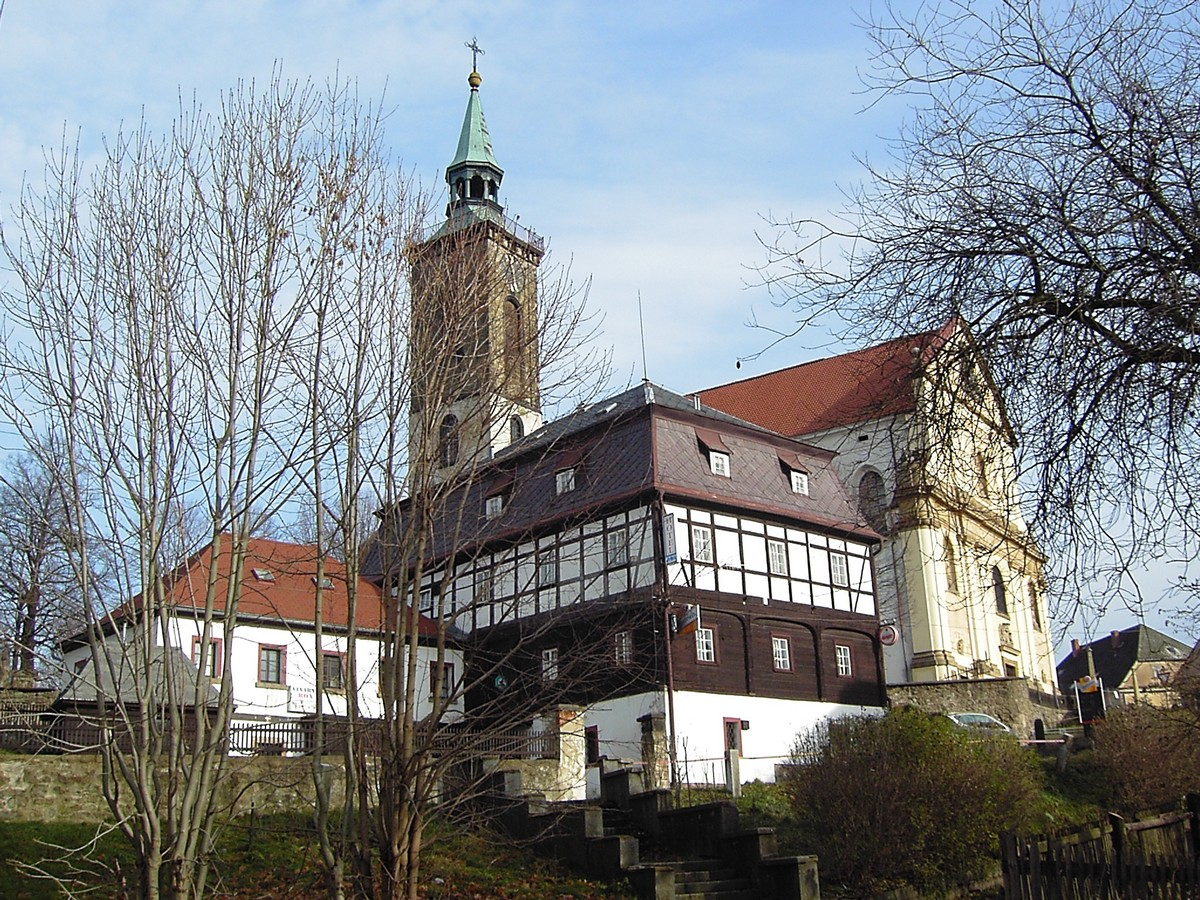
Kostel svatého Mikuláše a hotel Ron
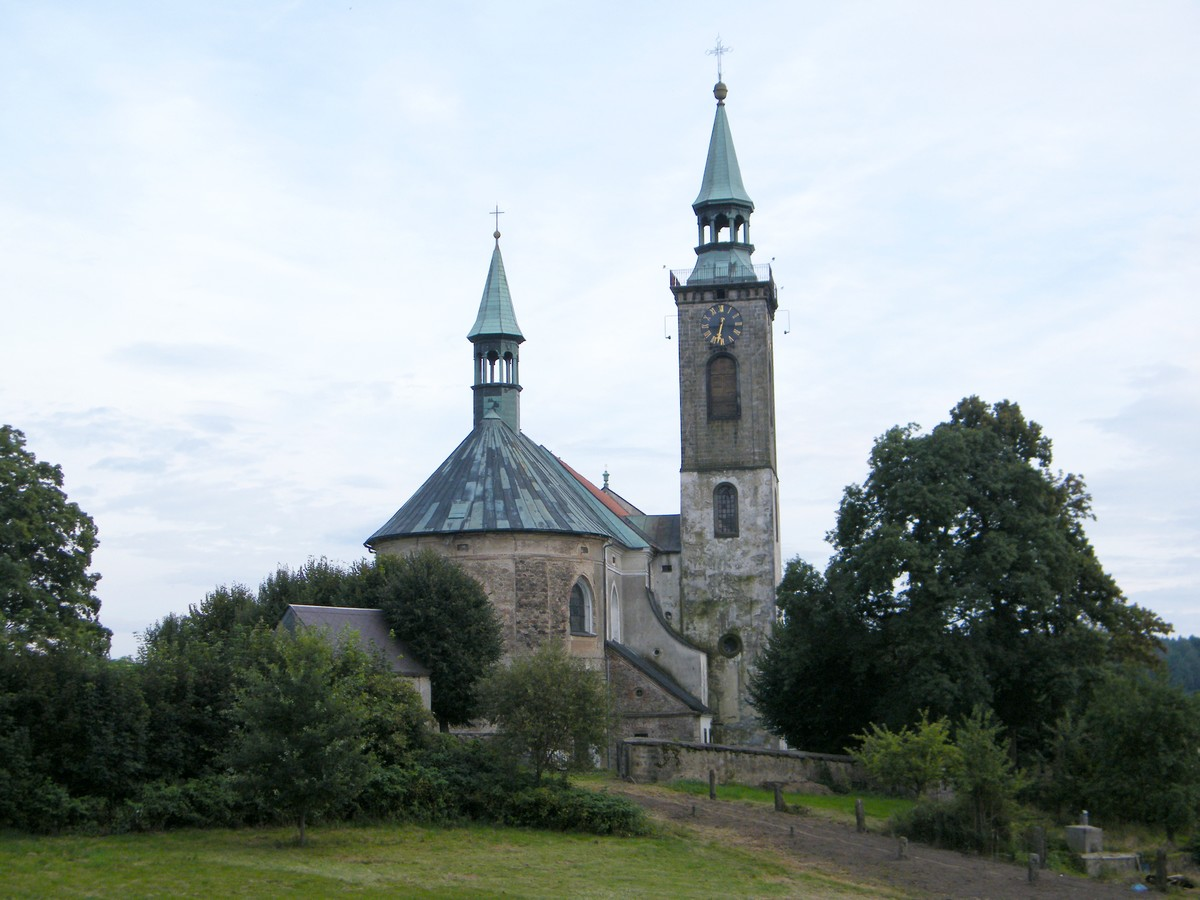
Pohled od severu
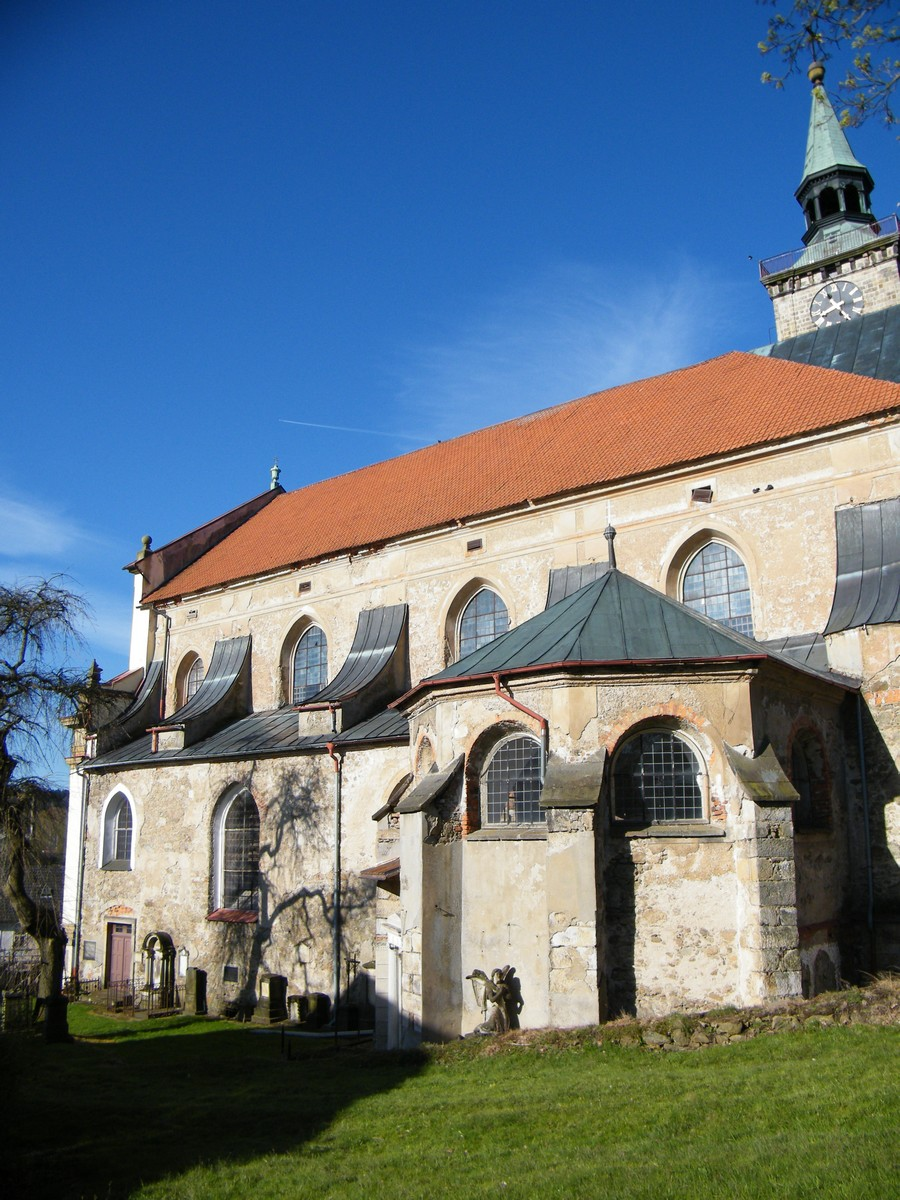
Východní strana s boční kaplí
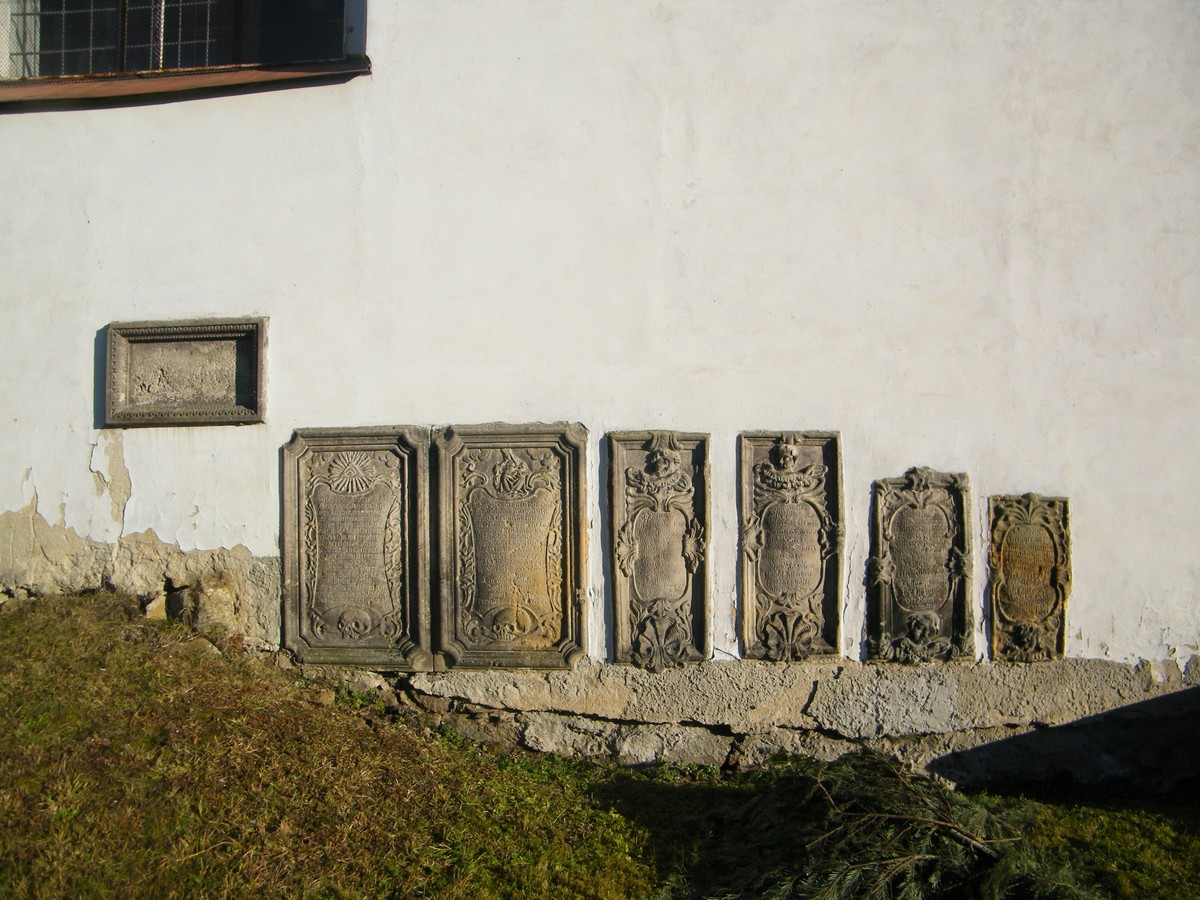
Epitafy na západní stěně
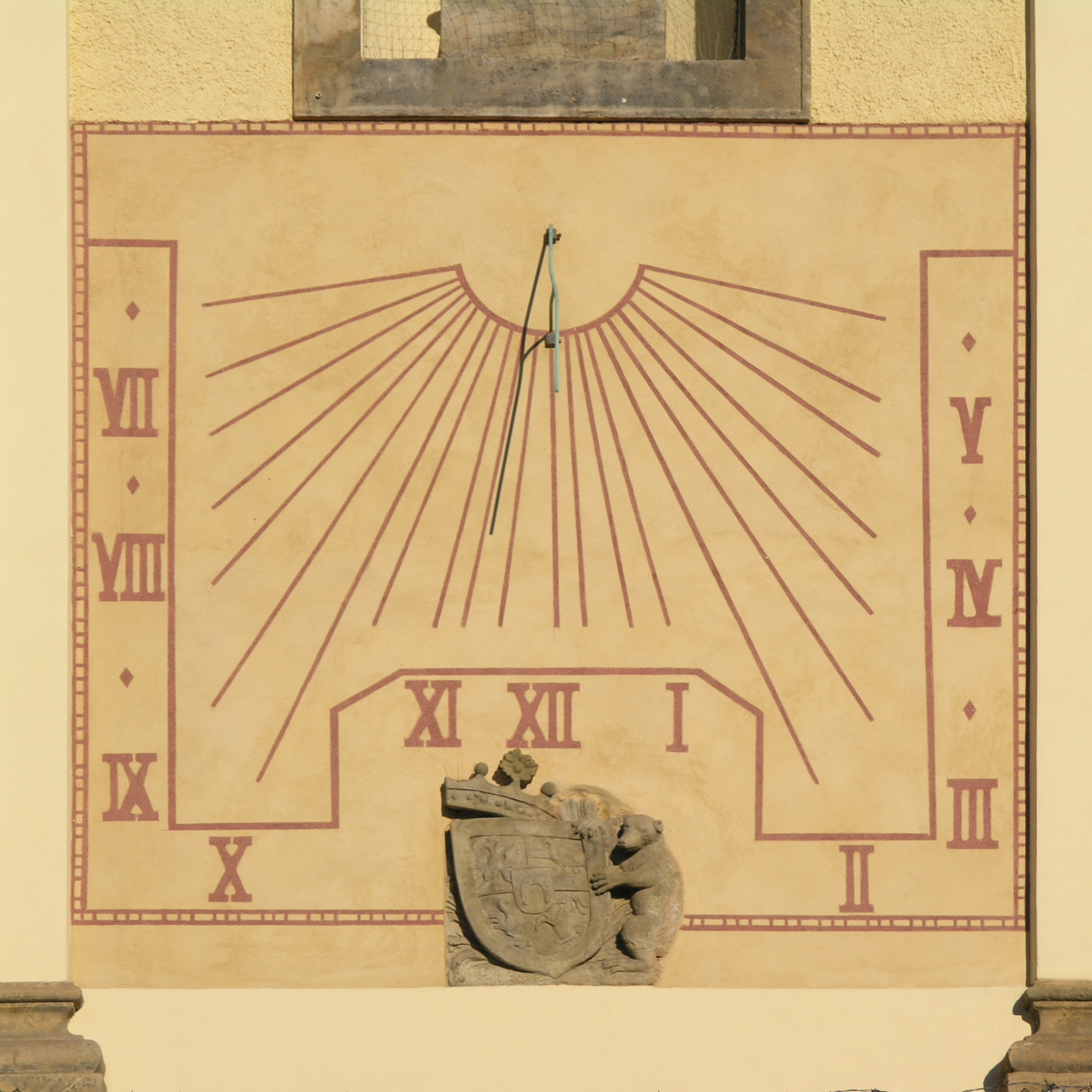
Sluneční hodiny v průčelí kostela
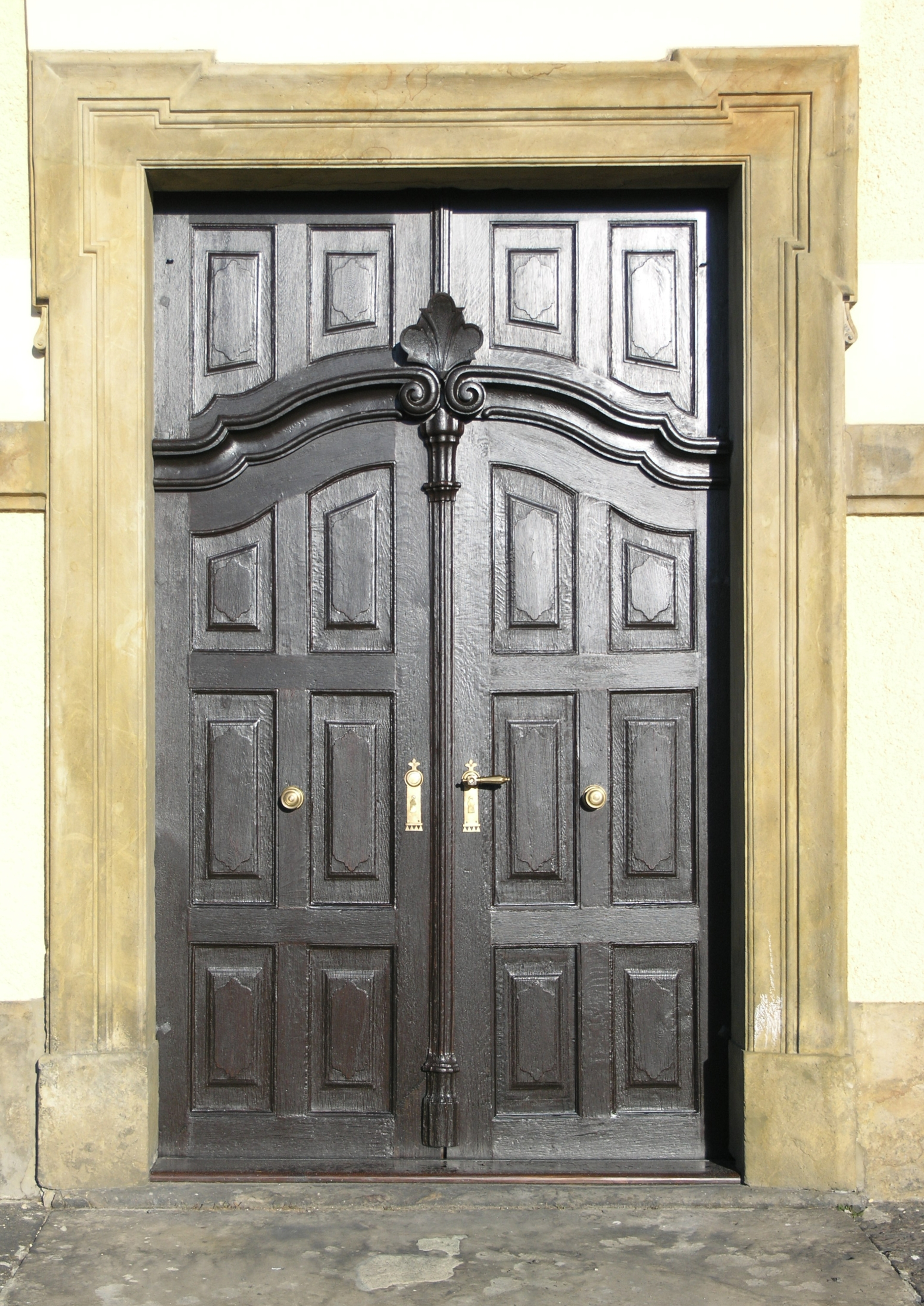
Hlavní vchod
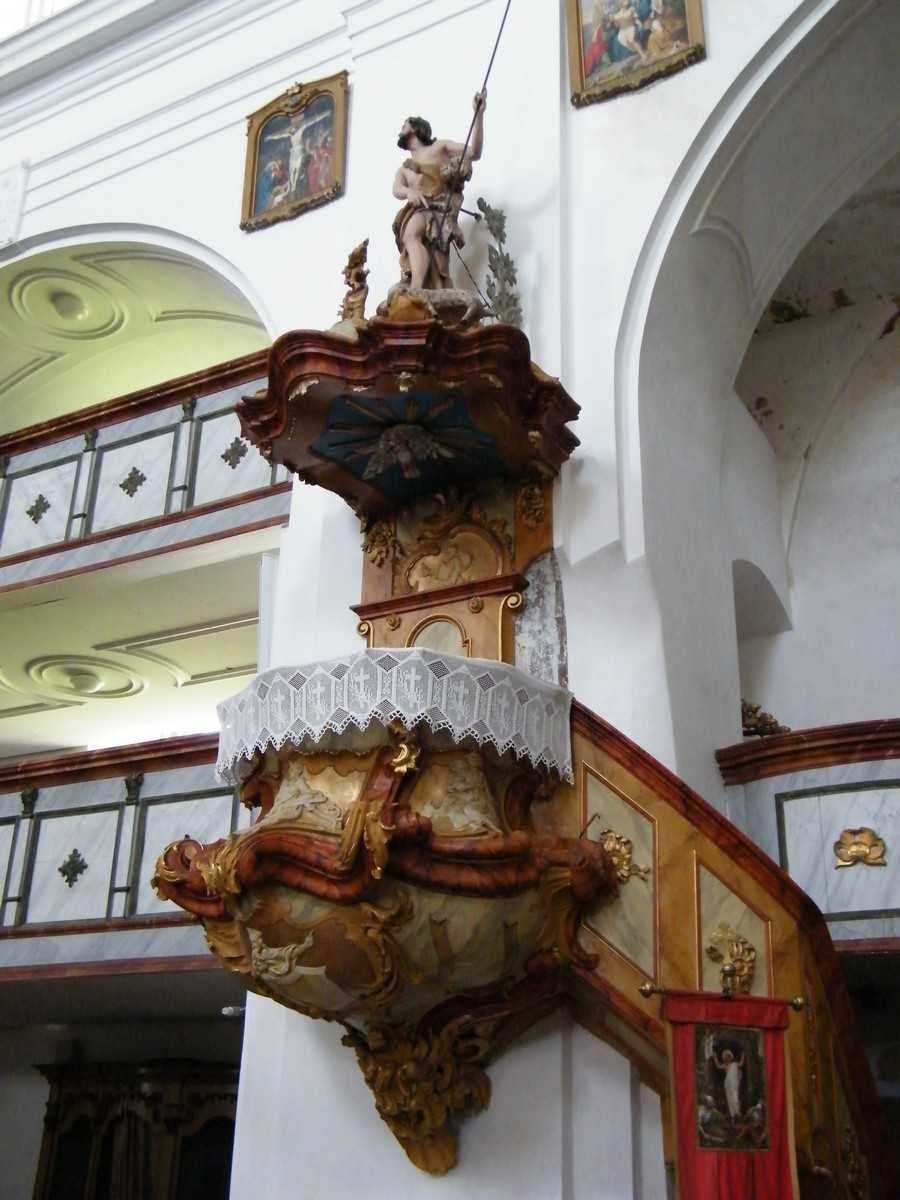
Kazatelna
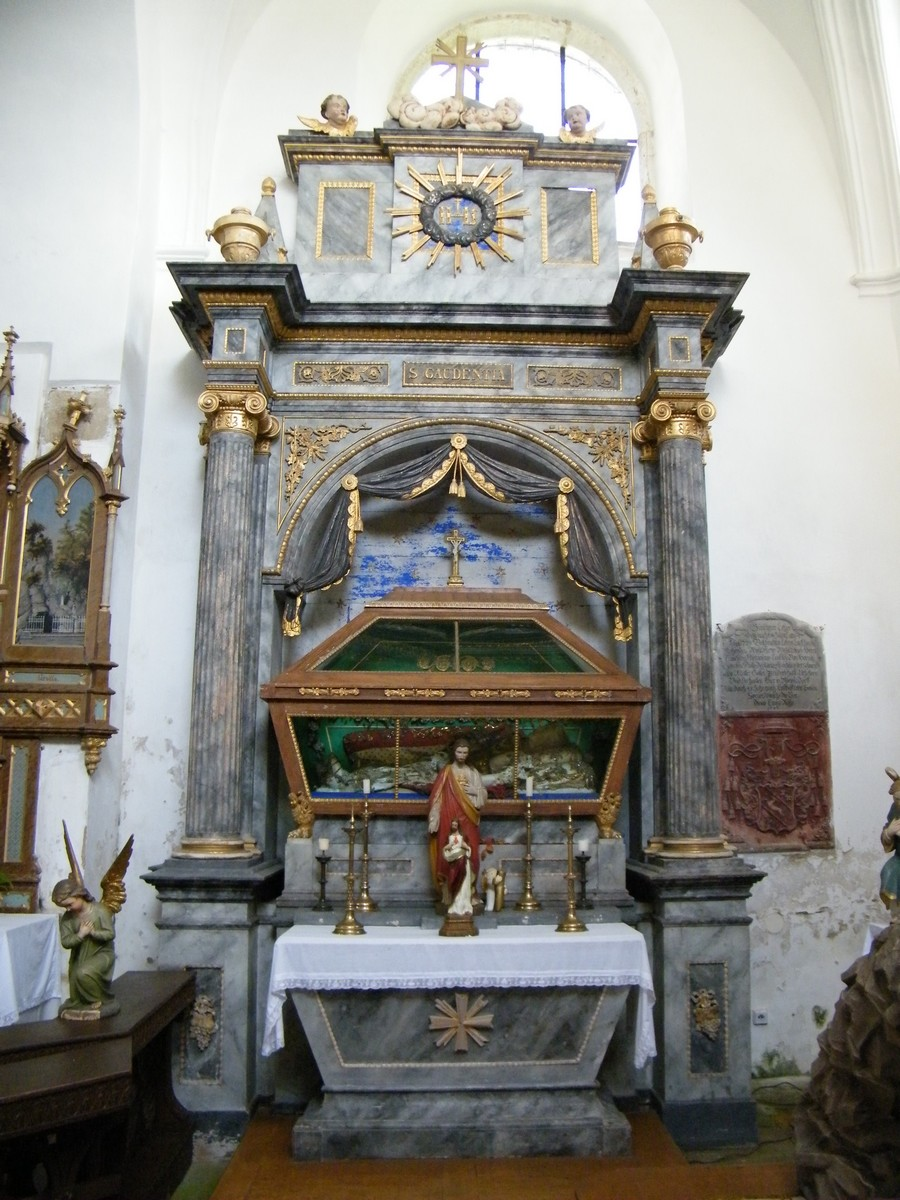
Oltář svaté Gaudencie
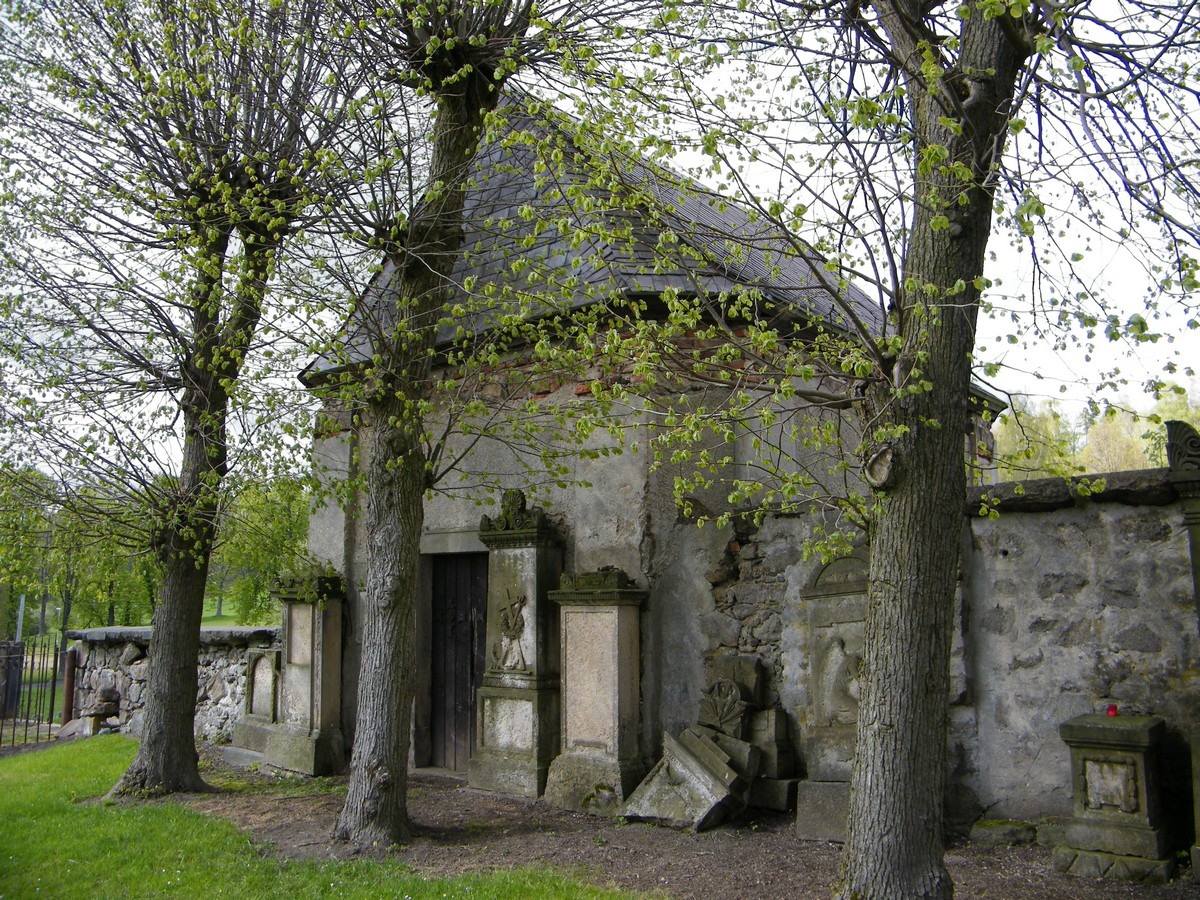
Márnice za kostelem